# Горизонт: Американська сага
«Горизонт: Американська сага» (англ. Horizon: An American Saga) — американський епічний вестерн, написаний у співавторстві з Джоном Бердом, продюсером, режисером і виконавцем головної ролі Кевіном Костнером. Запланований вихід чотирьох частин фільму, прем'єра перших двох відбулась у 2024 році.

## Синопсис
Дія відбувається в другій половині XIX століття, здебільшого у період Громадянської війни в США, і зображує життя переселенців, які освоюють землі американського Заходу.

## Акторський склад
- Кевін Костнер — Хейс Еллісон
- Сієнна Міллер — Френсіс Кіттредж
- Сем Вортінгтон — старший лейтенант Трент Джефардт
- Джованні Рібізі — Роланд Бейлі
- Майкл Рукер — старший сержант Райорден
- Денні Г'юстон — полковник Хаутон
- Джена Мелоун — Еллен / Люсі
- Майкл Ангарано — Волтер Чайлдс
- Еббі Лі — Меріґольд
- Джеймі Кемпбелл Бовер — Кейлеб Сайкс
- Джон Біверс — Джуніор Сайкс
- Елла Гант — Джульєтта Чесні
- Люк Вілсон — Метью Ван Вейден
- Ізабель Фурман — Даймонд Кіттредж
- Вілл Паттон — Оуен Кіттредж
- Джефф Фейгі — Тракер
- Томас Гейден Черч
- Колін Каннінгем
- Ангус Макфадьєн
- Дуглас Сміт
- Джеймс Руссо
- Дейл Діккі — місіс Сайкс

## Виробництво
Зйомки першої частини розпочалися 29 серпня 2022 року на півдні штату Юта, і завершилися в листопаді 2022 року. Зйомки другої частини розпочалися у травні 2023 року, а завершилися влітку того ж року.

## Випуск
Випуск першої частини відбувся на Каннському кінофестивалі 19 травня 2024 року. Вихід у прокат першої частини відбувся 28 червня 2024 року, друга буде показана на 81-му Венеційському міжнародному кінофестивалі 7 вересня 2024 року.